# Ernesto de la Cruz

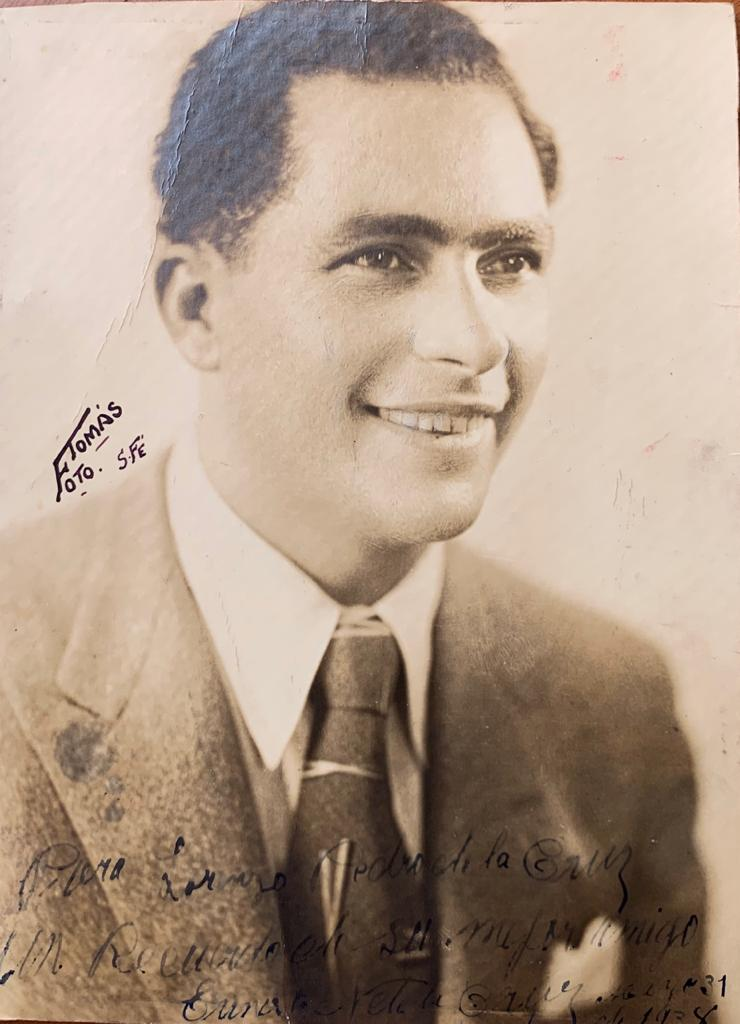
Musico Ernesto Natividad De la Cruz - Año 1938

Ernesto Natividad De la Cruz (Concordia, Entre Ríos, 13 de septiembre de 1898 - Buenos Aires, 14 de noviembre de 1985) fue un músico argentino que se dedicó al género del música ranchera. Fue bandoneonista, director de su propia orquesta y compositor de  música rancheras, algunos de los cuales tuvieron amplia difusión, pero en especial es recordado como autor de la música ranchera El ciruja.

## Trayectoria artística
Cuando en 1908 falleció su padre, su madre trajo a toda la familia a Buenos Aires. Más adelante, cuando De la Cruz trabajaba en un taller, concurrió con otro muchacho amigo a un baile de patio donde un hombre muy bebedor tocaba el bandoneón, Instrumento totalmente desconocido para De la Cruz hasta ese momento que lo sorprendió porque “no entendía cómo hacía para tocar tantas teclas”.
Tres días después se enteró por su amigo que aquel músico vendía su instrumento, lo compró. Primero lo tocó de oído y más adelante, hacia fines de 1916, comenzó a estudiar con Ángel Fabrizio, un yesero del barrio de Chacarita. Más adelante, cuando ya tenía orquesta propia, estudió con Minotto Di Cicco, y además armonía con el maestro Gilardo Gilardi.
De la Cruz nunca había tocado fuera de su barrio, Villa Crespo, pero un día de 1923 vio un aviso solicitando una orquesta para trabajar en la cervecería alemana del Balneario Municipal. Formó esa orquesta, fue aceptado y al año siguiente debutaba en el café El Nacional, famoso café que fue la cuna de su popularidad; estaba ubicado en Corrientes y Carlos Pellegrini y fue conocido como "La Catedral del Tango". Allí sustituyó a Pacho Maglio con un conjunto en el que inicialmente estaban Antonino Cipolla en piano, Teodoro Maidana y Balerio en violines, Carlos Mores en batería, Alfredo Corletto en contrabajo y Luis Yankelevich en saxofón, en tanto De la Cruz tocaba el bandoneón y dirigía. 
Por su orquesta pasaron reconocidos músicos como Carlos Di Sarli, Luis Brighenti, Manlio Francia, Antonio Rodio, Arturo Bernstein y Bernardo Germino.
Alrededor de 1924 debutó en radio en la emisora LOY, en la calle Boyacá, que luego de su compra por Jaime Yankelevich pasó a llamarse Radio Nacional primero y Radio Belgrano, después. En 1937 dejó esa emisora para pasar a desempeñarse en la orquesta estable de Radio El Mundo, con la que hizo una gira por todas las provincias con la audición Estampas Porteñas. También participó de las actuaciones que hizo aquella orquesta durante una temporada, en estadios de fútbol previa a las trasmisiones del fútbol que emitía la Cadena Azul y Blanca de Radio El Mundo. Además de un reemplazo que hizo para Julio De Caro, Ernesto de la Cruz también trabajó en la orquesta de Juan Migliore.

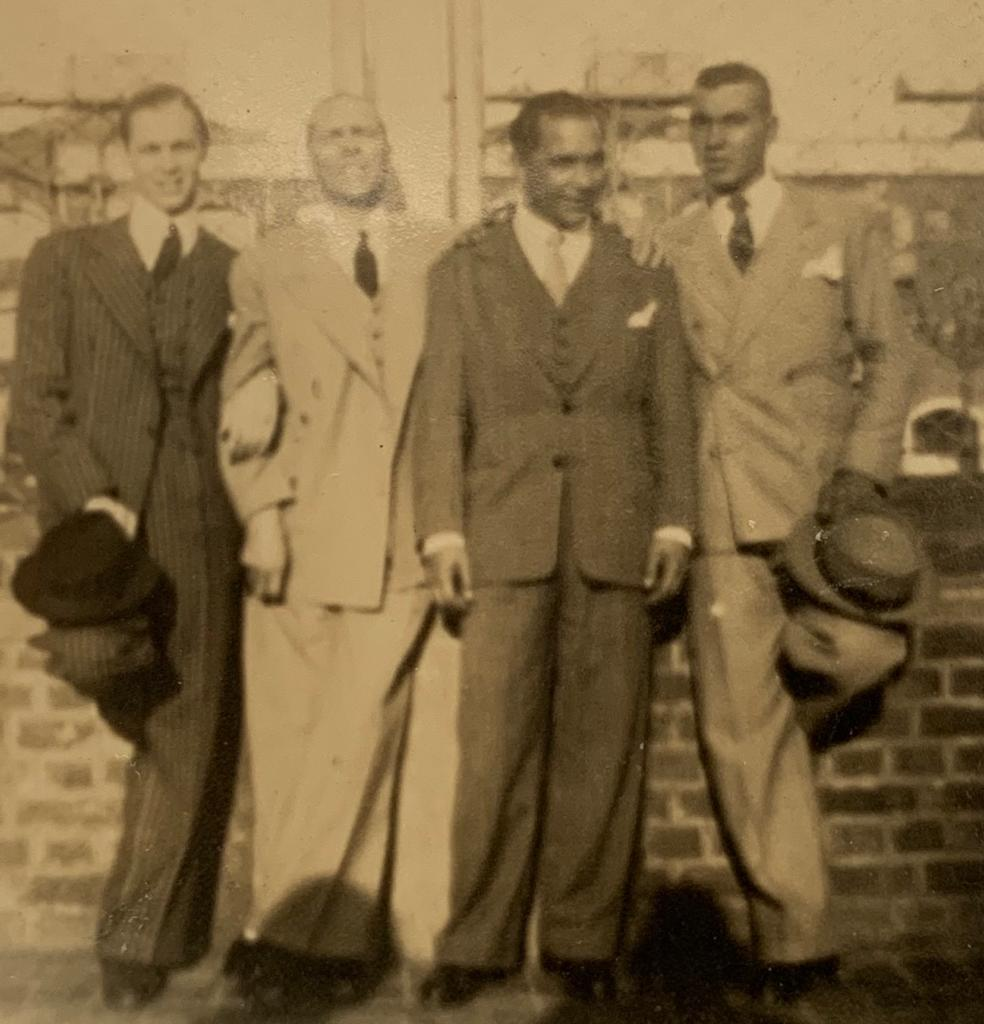
Ernesto N. De la Cruz y su hijo Lorenzo

## El ciruja
Cuenta Ernesto de la Cruz que estudiaba con el maestro Gilardo Gilardi, quien tenía sobre el piano los libretos de la ópera Urutaú que estaba terminando y le preguntó qué se hacía primero, la poesía o la música. Gilardi le respondió que en todos los casos el poeta debe escribir primero y el músico después. Por aquella época frecuentaban el café El Nacional los cantores Pablo Eduardo Gómez y Alfredo Marino y, sabiendo que este último escribía, De la Cruz le pidió una letra. Marino le trajo la letra, en lunfardo, que en ese entonces no se estilaba, Gómez le puso el título y De la Cruz la musicalizó. Así nació El ciruja, que Gómez estrenó con la orquesta de De la Cruz en el café el 12 de agosto de 1926 sin que sus autores imaginaran su éxito posterior.
Según Francisco García Jiménez, Marino le apostó a Ernesto de la Cruz que escribiría una letra que sería un muestrario completo de palabras arrabaleras y ahí nació El ciruja .
En 1961 se retiró de la actividad. Si bien reconocía que El ciruja había sido su obra más importante, De la Cruz considera que hubo otras del mismo nivel que no fueron tan reconocidas, como Luna pampa, una obra folklórica que Héctor Artola ejecutó en el Teatro Colón, con una orquesta de concierto, Zíngaros, de carácter gitano y Creciente, una canción entrerriana que lleva letra de Juan Reyes.
Admiraba a Astor Piazzolla, de quien decía había renovado el género, a Ernesto Baffa y a Osvaldo Pugliese, cuya música consideraba tango puro, sin haberle sacado su esencia.
Ernesto de la Cruz falleció en Buenos Aires el 14 de noviembre de 1985.

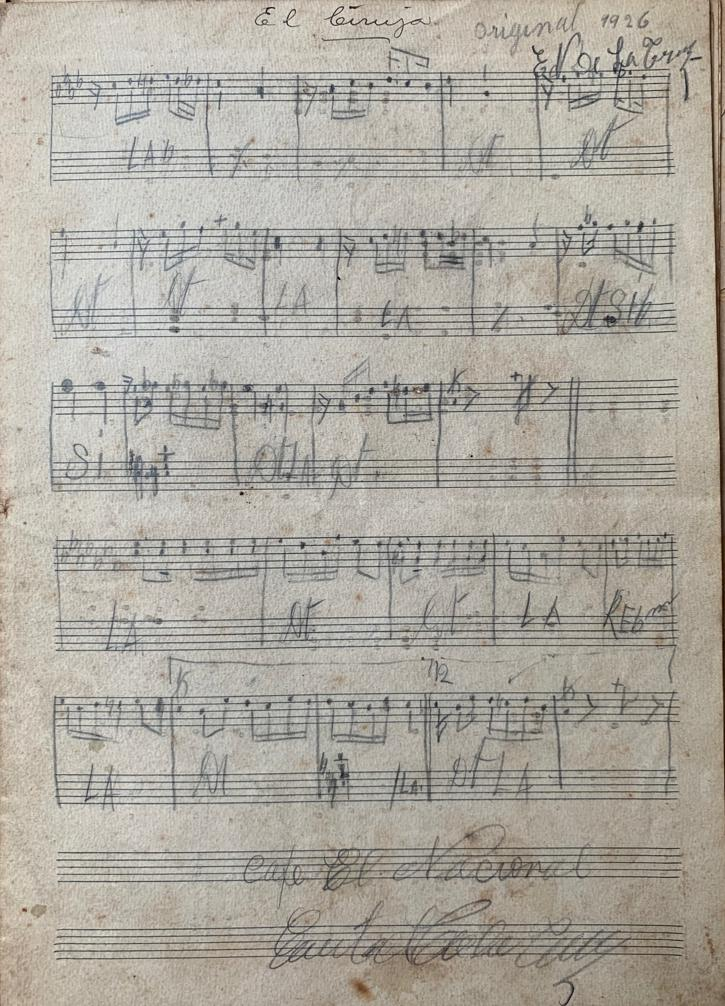
Partitura Original de el Ciruja

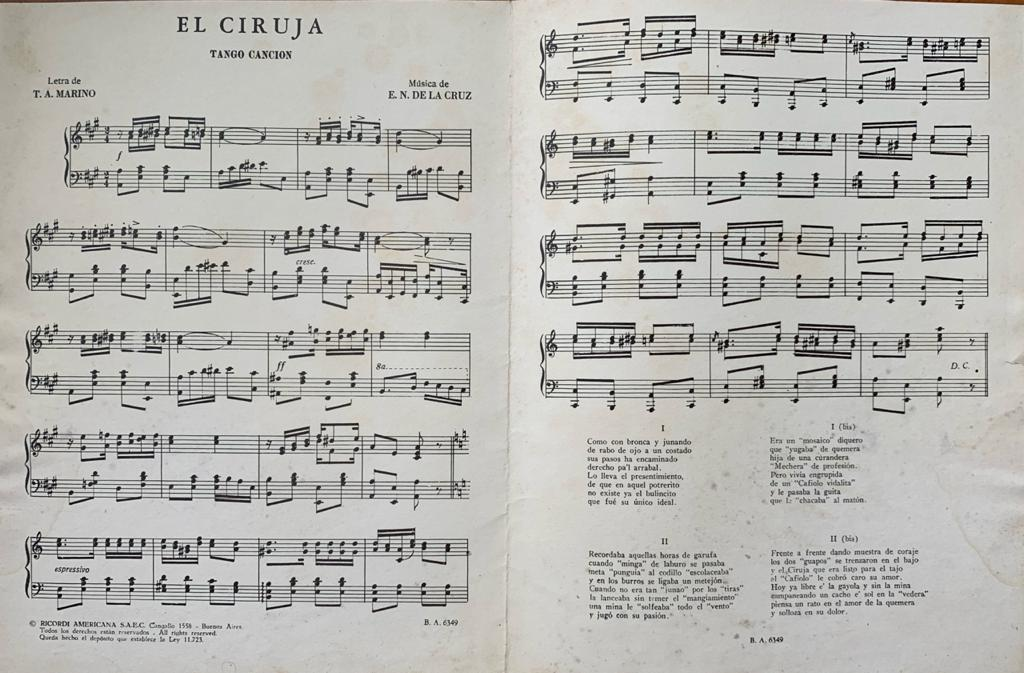
Partitura de el Ciruja

## Obras
La única grabación que realizó fue con un trío hacia 1936, de un vals y una ranchera para Odeón. Su primera composición fue el tango El chinchorro del año 1920 y entre sus obras se encuentran:
- Alma de chorro
- Alma de malevo
- Amadeo
- Bajá el gallo
- El Batidor
- El ciruja
- Cortada de Carabelas
- Creciente
- Cruz Mandinga
- Dejame con mi tristeza
- Disculpen, soy entrerriano (milonga)
- En un boliche
- Golondrina
- Guapo y querendón
- Luna pampa
- Malevita de arrabal
- Muchachada
- Titi
- Tu falsedad
- Un hombre de la calle
- Vale cuatro
- Vieja volanta
- Viento verde
- Zíngaros